# Romansallat
Romansallat eller bindsallat (Lactuca sativa var. longifolia) är en sortgrupp inom växtarten sallat. Den äts som grönsak och är bland annat rik på antioxidanter, K-vitamin och karotenoiden lutein. Romansallat ingår som ingrediens i bland annat Caesarsallad. Den är grön eller rödaktig till färgen, med upprätta och avlånga blad.